# Internierungslager Casseneuil
Die französischen Internierungslager in Casseneuil waren Teil einer Lagerinfrastruktur, die ab Ende 1939 geschaffen wurde, um die für den Bau des Entwicklungsprojekt zur Poudrerie nationale de Sainte-Livrade-sur-Lot benötigten Zwangsarbeiter unterzubringen. Nach dem Scheitern des Poudrerie-Projekts dienten die beiden Lager unterschiedlichen Zwecken, so zum Beispiel weiterhin als Lager zur Unterbringung von Fremdarbeitern, als Sammellager für zur Deportation bestimmte Juden, als Kriegsgefangenenlager oder als militärisch genutzte Camps. In den 1950er Jahren wurde aus dem einen Lager ein Wohn- und aus dem anderen ein Industriegebiet.

## Die Entstehung der Internierungslager in Casseneuil
Von Ende 1939 bis zum Waffenstillstand von Compiègne (1940) wurde auf einem zum Teil auf der Casseneuiler Gemarkung gelegenen Gelände daran gearbeitet, eine große Schießpulverfabrik, die Poudrerie nationale de Sainte-Livrade-sur-Lot zu errichten. Für den Bau dieser Fabrik waren ungefähr 5.000 Menschen tätig, darunter etwa 3.500 spanische Bürgerkriegsflüchtlinge, die in Frankreich Schutz gesucht hatten und hier nun als Zwangsarbeiter rekrutiert wurden.
Zur Unterbringung dieser Arbeitskräfte entstanden im Umfeld der Poudrerie fünf Barackenlager, davon zwei auf Casseneuiler Gemarkung:
- das Camp de Sauvaud (Punkt A auf der Karte); später bekannt als Camp de la Gare oder Camp de Casseneuil, auf dessen Gelände sich heute ein Industriegebiet befindet, und
- das Camp de la Glaudoune (Punkt C auf der Karte); heute der Stadtteil Cité Belle Rive am nördlichen Rand des ehemaligen Poudrerie-Geländes.

## Das Camp de la Gare

### Internierungslager für Fremdarbeiter
Das Camp de la Gare beherbergte, bedingt durch die Einstellung der Arbeiten an der Poudrerie, nur für eine relativ kurze Zeit dort benötigte Arbeiter. Nach der AJPN dauerte diese Phase der Camp-Geschichte von 1939 bis zum Juni 1940, und die dienstverpflichteten spanischen Arbeiter waren zu der Zeit in einer Compagnie de Travailleurs Étrangers (CTE, Fremdarbeiterkompagnie) zusammengefasst. Eine andere Quelle sieht die spanischen Arbeiter ausweislich eines Poststempels als Mitglieder der 17ème Compagnie de Travailleurs Militaires. Welche Tätigkeiten den Fremdarbeitern nach der Einstellung der Bauarbeiten an der Pulverfabrik noch oblagen, ist nicht bekannt.
Der AJPN zur Folge waren ab Juni 1940 – und somit in direkter Nachfolge der CTE – vier Groupes de Travailleurs Étrangers (GTE, Fremdarbeitergruppen) in Casseneuil stationiert. Tatsächlich gab es diese Organisationsform aber erst ab dem Herbst des Jahres 1940. Die GTE waren vom Vichy-Regime per Gesetz vom 17. September 1940 als Nachfolgeorganisation der CTE eingeführt worden. Wie viele Arbeiter in Casseneuil verblieben, ist nicht bekannt; da die GTE aber in der Regel aus etwa 250 Mann starken Einheiten bestanden, wären noch um die 1.000 dienstverpflichteten Arbeiter an diesem Ort stationiert gewesen.
Anders als nach der APJN begann nach Duranthon die zweite Phase der Internierung im Camp de la Gare erst im September 1941. Ab dem Zeitpunkt seien auf Verlangen der deutschen Besatzungsbehörden mehrere Gruppen von Arbeitern im Lager stationiert gewesen, die von Gendarmen bewacht worden seien. Casseneuil sei ihr Heimathafen („port d‘attache“) gewesen, ihre Einsatzorte dagegen der Atlantikwall, eine Poudrerie in Tours, die U-Boot Basis in Bordeaux-Bacalan und Aluminiumwerke in den Alpen. Nur einen Absatz weiter spricht Durathon allerdings davon, dass im August 1942 nur noch einige Spanier, die in der Landwirtschaft beschäftigt waren, im Camp de la Gare gewohnt hätten.:S. 27
Zu den vier von der AJPN aufgeführten GTE (siehe Weblinks) liegen nur für die GTE 536 weiterführende Informationen vor, und diese betreffen die Situation im Sommer 1942. Auf einer CAFI-Webseite heißt es, in der Region Lot-et-Garonne seien 1942 448 ausländische Juden interniert gewesen. Sie hätten hauptsächlich drei GTE angehört, darunter auch der GTE 536. Diese Gruppe habe mehrheitlich aus Spaniern bestanden, aber auch aus 109 Juden. Von diesen Juden hätten nur 10 in der Poudrerie gearbeitet, die Restlichen an anderen Arbeitsstellen außerhalb von Casseneuil. Die Einheit wurde von einem französischen Offizier geleitet, der es verstanden habe, das Lager zu einem „erträglichen Aufenthaltsort zu machen“.:S. 196 Diese besonderen Bedingungen, die für die meisten Lager unvorstellbar waren, schildert Eggers wie folgt:
Bei der AJPN und bei Peter Gaida finden sich ähnlich positive Aussagen über die GTE 536, wobei Gaida auch noch erwähnt, dass innerhalb des Lagers der GTE 536 vermutlich schon 1941 Baracken für als arbeitsuntauglich eingestufte Internierte eingerichtet worden seien.:S. 146 Gaida schreibt außerdem, dass es 1944 Pläne gegeben habe, in Casseneuil – neben Muret – eine „Disziplinargruppe“ für Deserteure aus den Arbeitseinsätzen bei der Organisation Todt (OT) einzurichten.:S. 342 Ob es dazu kam und welche Verbindungen im Detail zwischen den GTE in Casseneuil und der Organisation Todt bestanden, ist nicht bekannt. Allerdings war die OT verantwortlich für den Bau der U-Bootstützpunkte an der französischen Küste sowie des Atlantikwalls, wo ja nach Duranthon in Casseneuil stationierte GTE eingesetzt waren.

### Teil der Judenverfolgungen des Vichy-Regimes
Der August 1942, der für die Fremdarbeiter in Casseneuil mit einigermaßen erträglichen Lebensbedingungen einherging, nahm für einige von ihnen und andere Menschen in der Region einen tödlichen Verlauf. Zuvor seien immer mal wieder jüdische Menschen in einen abgeschirmten Teil des Lagers gebracht worden, die beim heimlichen Überschreiten der Demarkationslinie zwischen der besetzten und der freien Zone verhaftet wurden.:S. 27 Am 26. August aber führte das Vichy-Regime in der freien Zone eine große Razzia durch, um die noch in Freiheit lebenden staatenlosen Juden festzunehmen und sie anschließend an die Deutschen zur Deportation auszuliefern.

„Bis Ende August sind mit den ersten fünf Konvois 4613 Personen den Deutschen ausgeliefert worden, ausschließlich Insassen der großen Internierungs- und Arbeitslager. Die Razzia vom 26. August bedeutete die Ausdehnung der Deportation auf die Insassen aller anderer Typen von Internierungsorten sowie auf die noch in Freiheit befindlichen jüdischen Ausländer.“

In Casseneuil fand bereits am 19. Juli eine erste Razzia statt, und die dabei und am 26. August festgenommenen Menschen wurden in das Lager Casseneuil gebracht, das als Sammellager auserkoren worden war.:S. 180 Hierher kamen auch jüdische Menschen, die sich in einem Bauernhof in Monbahus versteckt hatten, und Menschen aus Allez-et-Cazeneuve. Im dortigen Château de Tombebouc (Lage) war die GTE 308 stationiert, der laut Duranthon überwiegend jüdische Männer – im Vichy-Jargon Palästinenser – belgischer Herkunft und einige aus Ostblockländern angehörten. Eine auf einer weiteren AJPN-Webseite abgebildeten Gedenktafel, die zusätzlich das Bild der damals elfjährigen Eléonore Zimmerman zeigt, die zu den deportierten Kindern gehörte, legt nahe, dass das Château de Tombebouc auch selber als Sammellager während der Razzien fungierte.
In der Folge der beiden Razzien wurden 473 Männer, Frauen und 38 Kinder aus Casseneuil deportiert, nur 37 von ihnen überlebten. Für 31 Familien hat die AJPN Kurz-Biografien erstellt. Die Biografien aller 473 Deportierten sind in dem Buch Les 473 déportés juifs de Lot-et-Garonne veröffentlicht worden. Ein von der APJN zitierter Bericht eines französischen Nachrichten-Offiziers vom 31. August 1942 zeigt aber, dass die „Operationen zum Einsammeln ausländischer Israeliten“ (opérations de ramassage des Israélites étrangers) nicht zur vollsten Zufriedenheit ihrer Initiatoren verlaufen war. In dem Bericht ist von erwarteten 700 Verhaftungen die Rede, die aber nicht realisiert werden konnten. Zudem habe es eine ganze Reihe von Interventionen zugunsten der betroffenen Personen gegeben, und die Bevölkerung im Allgemeinen der Aktion ablehnend gegenüber gestanden habe. „Man versteht nicht ganz, was der Zweck dieser Aktion ist. Einige behaupten, dass diese Aktion keinen anderen Grund hat, als die Juden wieder Deutschland zur Verfügung zu stellen, das geschworen hat, die israelitische Rasse auszulöschen.“
Auf Initiative des Vereins Association pour le Mémorial du camp de Casseneuil wurde am 4. September 2016 zu Ehren der Deportierten eine Gedenkstätte am ehemaligen Gelände des Camp de la Gare eingeweiht (Punkt B auf der Karte). An der Zeremonie nahm auch Serge Klarsfeld teil.
Nicht weit von der Gedenkstätte entfernt befindet sich auch die Avenue de la Gare. Von dem für das Lager namensgebende Bahnhof existiert nur noch ein ehemaliges Lagergebäude. (Punkt D auf der Karte)

### Zwangsarbeiterrekrutierung für Nazi-Deutschland
Nach Duranthon war das Camp de la Gare 1943 fast leer. Es fand sich dafür jedoch bald eine neue Verwendung. Im Februar 1943 wurde die Organisation Service du travail obligatoire (STO, Pflichtarbeitsdienst) gegründet. Die Aufgabe der STO war die Aushebung französischer Facharbeiter durch das Vichy-Regime zum Einsatz in der deutschen Kriegswirtschaft. Wie in anderen Landesteilen auch, so wurden auch im Département Lot-et-Garonne in mehreren aufeinanderfolgenden Wellen junge Menschen zwangsrekrutiert und vor ihrem Abtransport ins Deutsche Reich im Camp de la Gare interniert. Duranthon erwähnt eine Gedenktafel an der Fassade des Bahnhofs von Casseneuil, mit der an die 4.000 jungen Männer erinnert worden sei, die im Frühjahr 1943 von hier aus die unfreiwillige Reise nach Deutschland antreten mussten. Heute gibt es keinen Bahnhof mehr, sondern nur noch die oben schon erwähnte ehemalige Lagerhalle.

### Lager für Kolonialsoldaten und Kriegsgefangene
1943 wurden verwundete Kolonialsoldaten, Annamiten, Tunesier, Senegalesen und nach Duranthon auch Madagassen und sie befehlende Unteroffiziere von der Insel Réunion in Casseneuil und den anderen ehemaligen Poudrerie-Lagern einquartiert. Weder CAFI noch Duranthon:S. 30 präzisieren allerdings, in welchem der beiden Casseneuiler Lager diese Einquartierung stattfand. Es hat nach beiden Quellen vor Ort keine größeren Spuren hinterlassen, obwohl einige dieser Menschen sich auch in der Region angesiedelt hätten.
Das Camp de la Gare findet dann erst wieder mit dem Jahr 1945 Erwähnung. Nach Duranthon wurden im März und April 1945 im Camp 700 russische Soldaten interniert, etwa ebenso viele wie in Bias. Aber während nach Duranthon vor Ort diese „Les Russes“ aufgrund ihres Aussehens weitgehend als  Mongolen („les Mongols“) angesehen worden und durch starken Alkoholgenuss aufgefallen seien:S. 30, kommt die CAFI zu einer differenzierteren Einschätzung und spricht korrekterweise von sowjetischen Gefangenen. Unter diesen hätten sich Ukrainer befunden, bei denen es sich entweder um von den Deutschen gefangengenommene Zwangsarbeiter von den Baustellen am Atlantikwall oder den U-Boot-Stützpunkten gehandelt hätte, oder um Überläufer, die in den Reihen der deutschen Armee gedient hätten. Unter den sowjetischen Gefangenen wären auch einige Wenige gewesen, die von ihren Gesichtszügen her bei der lokalen Bevölkerung das Bild von Mongolen heraufbeschworen hätten, obwohl:

„Es scheint keine konkreten Spuren der Anwesenheit dieser Population zu geben, die paradoxerweise in den Erinnerungen der Menschen eine ebenso verschwommene wie lebhafte Erinnerung hinterlassen hat. Es gibt einige Anekdoten über die Sitten "der Mongolen", die die Gemüter beeindruckten, insbesondere das Nacktbaden im eiskalten Wasser des Lot, der hohe Alkoholkonsum, Messerstechereien und der Angriff eines "im Lager lebenden Russen" auf mehrere Einwohner der Stadt, der den Bürgermeister dazu veranlasste, "den Aufenthalt aller russischen Personen in der Stadt" zu verbieten.“

Auch in der offiziellen Geschichtsschreibung der Stadt Casseneuil bilden die Mongolen und ihre Angewohnheit, nackt in der Lot zu baden, ein Moment der Erinnerung an diese Zeit, aber was aus den sowjetischen Gefangenen wurde, ist auch dort nicht überliefert. Unklar ist auch, wann das Lager endgültig geschlossen wurde. Bei Duranthon ist nur ganz allgemein davon die Rede, dass sich in den folgenden zwei Jahren die Lager nach und nach geleert hätten.:S. 31, und die Gemeinde Casseneuil schreibt in ihrer Geschichtsdarstellung, dass ie beiden Lager, La Glaudoune und La Gare, 1959 vom Kriegsministerium aufgegeben wurden und es dadurch zu einer beschleunigten Urbanisierung und einer neuen industriellen Entwicklung der Gemeinde gekommen sei. Im Camp de la Gare nutzte die Firma Senchou Frères, eine Konservenfabrik, die verbliebenen Baracken als Lager oder Personalunterkünfte. Seit 1970 ist das Gelände Sitz der Coopérative France Prune, die hier Pflaumen und andere Früchte verarbeitet. „Dieses Unternehmen mit rund 450 ständigen Mitarbeitern am Standort Casseneuil ist das wichtigste wirtschaftliche Element unserer Gemeinde.“

## Das Camp de la Glaudoune
Das Camp de la Glaudoune und das Camp de la Gare verbindet die gemeinsame Poudrerie-Geschichte, und auch hier waren zunächst spanische Flüchtlinge untergebracht, die beim Bau der Poudrerie helfen mussten. Wie lange aber in La Glaudoune diese ersten Bewohner verblieben und was später dort geschah, ist ungewiss. Die Gemeinde erwähnt in ihrem historischen Abriss nur, dass das Lager „lediglich französische Soldaten (Flieger, Infanteristen der Kolonialarmee usw.)“ beherbergt habe und dann, wie zuvor schon erwähnt, 1959 vom Kriegsministerium der Gemeinde übergeben worden sei.
Bei Clément Goulinat ist nachzulesen, dass von 1941 bis 1944 das Camp de la Glaudoune, das von der Bevölkerung als Camp des Espagnols bezeichnet worden sei, einer der Unterkunftsorte der pétainistischen paramilitärischen Jugendorganisation Chantiers de la jeunesse française (CJF) war, was sich auch mit den Informationen aus einer anderen Quelle deckt.
Auch die von der Gemeinde eher en passant erwähnten militärischen Kräfte, die im Camp de la Glaudoune stationiert waren, scheinen in der Nachkriegszeit für Casseneuil eine größere Bedeutung gehabt zu haben. Im Laufe des Jahres 1945 wurde eine seit Ende 1944 im ehemaligen Poudrerie-Camp Camp du Moulin in Sainte-Livrade stationierte Ausbildungskompanie der Luftwaffe um mehrere Kompagnien aufgestockt und deren Angehörige in La Glaudoune und in Bias im Camp d'Astor untergebracht.

„Das Ganze erhielt den Namen C.l.M.T. "Centre d'instruction militaire et technique" (Zentrum für militärische und technische Ausbildung) und wurde im Mai, nachdem die Unterabteilungen abgeschafft worden waren, zum Ausbildungszentrum der 3. Luftwaffenregion in Bordeaux. Das Führungspersonal bestand aus Offizieren und Unteroffizieren aus England und Deutschland - Navigatoren sowie Mitgliedern der "Forces Françaises de l'Intérieur" (laut Aussage eines Ofliziers des Lagers).“

Die Truppenstärke der drei Lager habe zusammen 3000 Mann betragen und Sainte-Livrade sei regelrecht zu einer Garnisonstadt geworden.:S. 29 Zudem seien in allen der drei genannten Lager parallel zu ihrer militärischen Nutzung auch Kolonialsoldaten untergebracht worden, auf die oben schon im Zusammenhang mit dem Camp de la Gare hingewiesen wurde. Unklar ist, wann beide Nutzungen des Camp de la Glaudoune endeten. Das war vermutlich schon vor 1959, dem Jahr der oben erwähnten Rückübertragung des Lagergeländes an die Gemeinde. Duranthon legt das Jahr 1947 nahe und spricht von anschließenden Plünderungen und Verwüstungen. Während dann nach 1959 das Camp de la Gare zum Industriegelände wurde, entstand auf dem Gelände des Camp de La Glaudoune die Cité de Bellerive, „die erste moderne städtische und demografische Expansion vor Ort“.

„Die Baracken von La Glaudoune werden an die Gemeinde Casseneuil rückübertragen, die in ihnen individuelle Wohnungen einrichtet. Einige Zeit später wurden auf einem angrenzenden, von der Gemeinde erschlossenen Grundstück Häuschen gebaut, die von Gärten umgeben waren. So entstand die Cité Bellerive, deren Straßennamen die Traurigkeit des Krieges vergessen lassen: Straße der Rosen oder der Gänseblümchen, Straße der Tauben ...“